# 펀 에멧

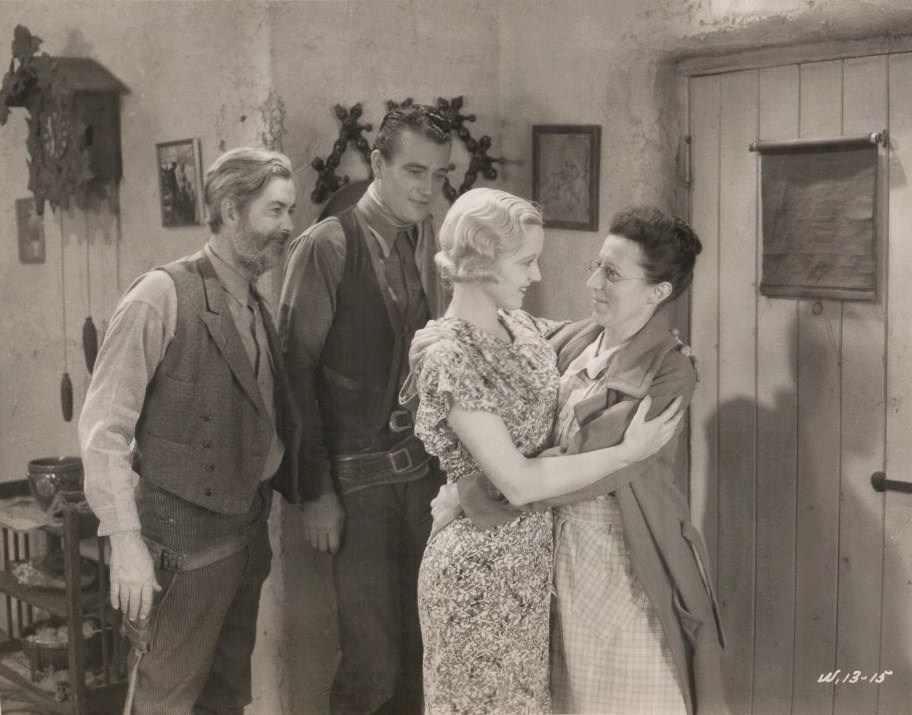

펀 에멧(Fern Emmett, 1896년 3월 22일 ~ 1946년 9월 3일)은 미국의 배우, 영화배우이다.
오클랜드에서 태어났으며 할리우드에서 사망하였다. 사인은 암이다. 포리스트 론 메모리얼 파크에 매장되었다.

## 영화
- 송 투 리멤버 (1945년)
- 니커보커 홀리데이 (1944년)
- 캔트 헬프 싱잉 (1944년)
- 미이라의 무덤 (1942년)
- 브로드웨이 (1942년)
- 영웅의 여자 (1942년)
- 캐슬린 (1941년)
- 러브 크레이지 (1941년)
- 셰퍼드 오브 더 힐 (1941년)
- 영 피플 (1940년)
- 럭키 파트너 (1940년)
- 더 레인스 케임 (1939년)
- 레이디스 프럼 켄터키 (1939년)
- 세컨드 피들 (1939년)
- 워킹 온 에어 (1936년)
- 트레일 오브 더 론섬 파인 (1936년)
- 스윙 타임 (1936년)
- 멜로디 트레일 (1935년)